# 云南可爱花
云南可爱花（学名：Eranthemum splendens）为爵床科喜花草属下的一个种。